# Karlsteine

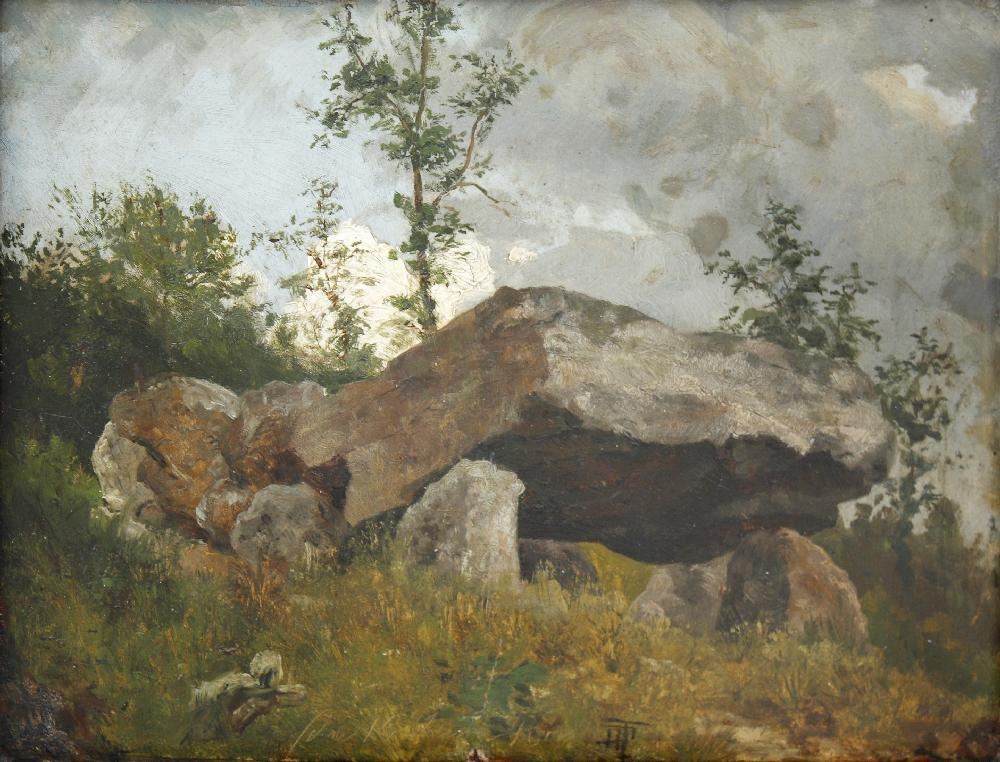
Karlsteine von Hans Peter Feddersen

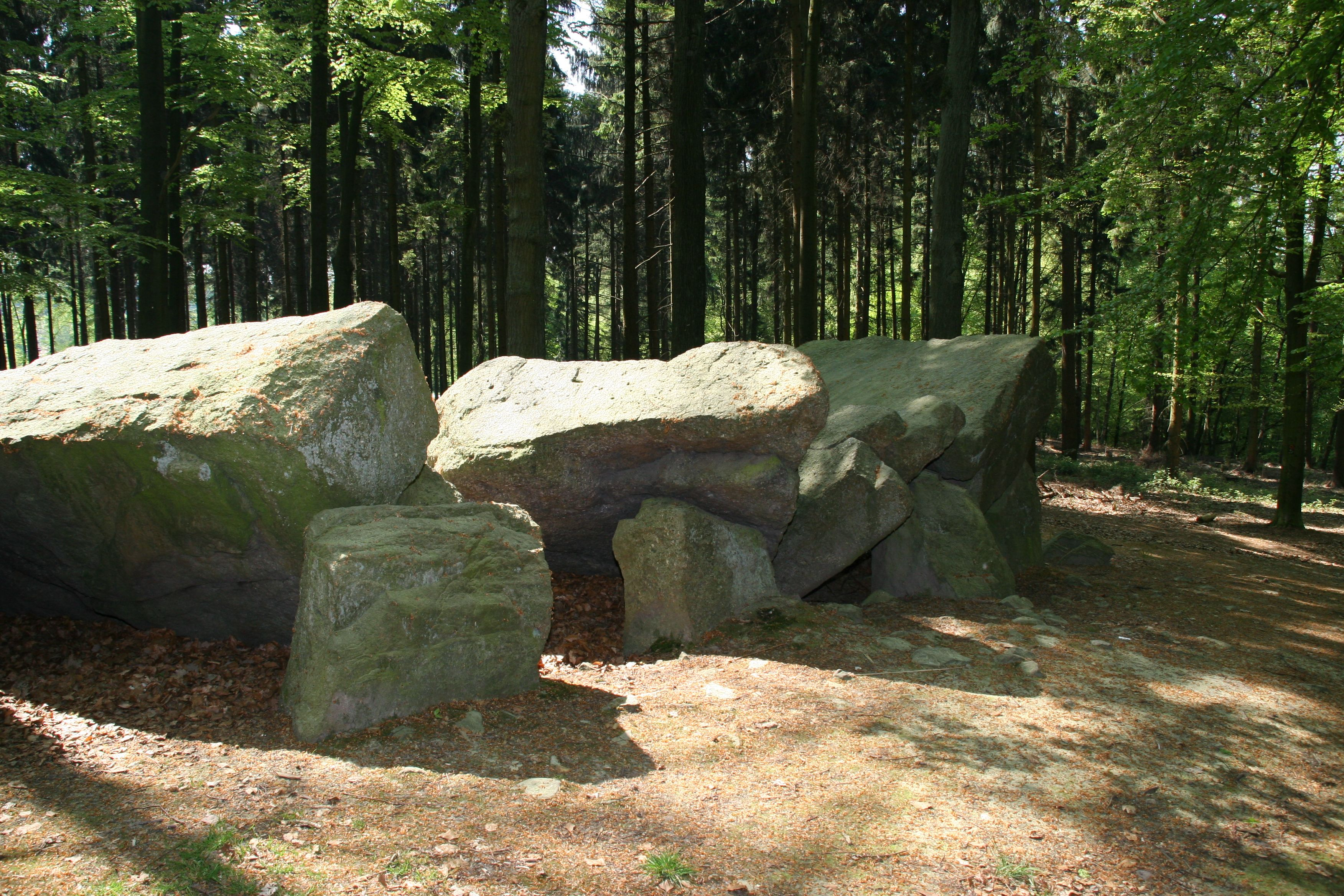
Karlsteine im Hone – Rückansicht

Die Karlsteine (auch Schluppstein genannt) sind ein bei Osnabrück gelegenes neolithisches Ganggrab mit der Sprockhoff-Nr. 909. Es entstand zwischen 3500 und 2800 v. Chr. und ist eine Megalithanlage der Trichterbecherkultur (TBK).

## Lage
Die Karlsteine liegen auf einer kleinen Anhöhe, dem Hone (Hain), im Osnabrücker Stadtteil Haste und datieren aus der mittleren Jungsteinzeit (3500–2800 v. Chr.).

## Anlage
Die Anlage besteht aus Platten von Piesberger Sandstein, einem Konglomerat, das auch in einem nahe gelegenen Steinbruch vorkommt. Sie hat nur eine Kammer, von der alle 13 Trag- und vier Decksteine vorhanden sind. Die Decksteine liegen nicht in situ. In der Umgebung der Anlage liegen kleinere Steine, die wahrscheinlich aus dem Zwischenmauerwerk gefallen sind. Der Grundriss der Kammer weist eine schwach trapezoide Form auf. Die Länge beträgt 8,5 Meter und die Breite 3 Meter im Osten und 2,3 Meter im Westen.

## Name
Die Karlsteine erhielten ihren Namen nach einer Legende: Karl der Große soll, nachdem der Sachsenführer Widukind ein göttliches Zeichen verlangte, den Deckstein, eine mächtige Steinplatte, mit einer Peitsche zerschlagen haben.

## Kreuz im Hone
Etwas unterhalb der Karlsteine liegt das „Kreuz im Hone“ (Koordinaten), das an die erste in dieser Gegend gelesene Messe erinnern soll. Das Kreuz wird auch "Teggenbökenkreuz" genannt, weil es von zehn Buchen umgeben ist. In alter Zeit sollen es sieben Buchen gewesen sein, die die Erinnerung an sieben im Heere des Kaisers dienende Brüder wachhalten sollten. Heute sind nur drei Buchen übrig.